# Al Grey
Al Gray (6 de junio de 1925 -24 de marzo de 2000) fue un trombonista de jazz estadounidense, miembro de la orquesta de Count Basie. Era conocido por su técnica de silenciamiento del émbolo y escribió un libro instructivo en 1987 llamado Plunger Techniques.

## Vida y carrera

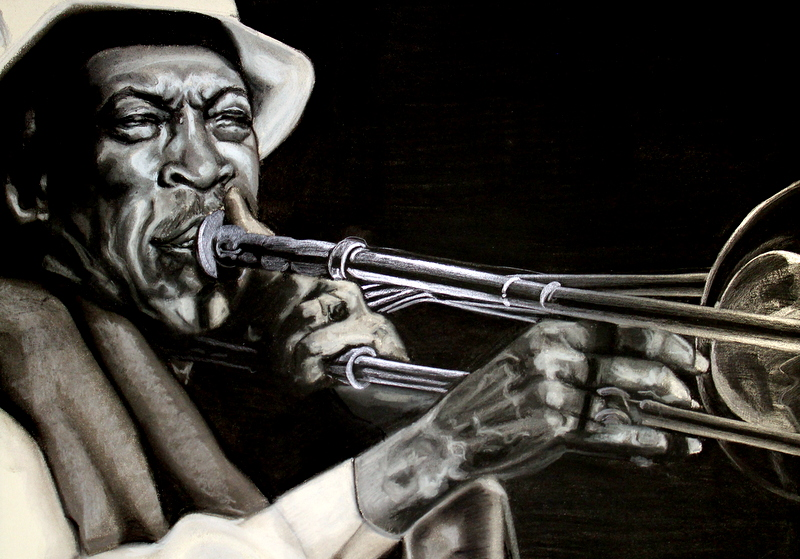
Al Grey, el último gran desastroso por Gwendolyn Lanier-Gardner, 2015

Nació en Aldie, Virginia, Estados Unidos,  y creció en Pottstown, Pensilvania. Conoció el trombón a la edad de cuatro años, tocando en una banda llamada Goodwill Boys, dirigida por su padre.  Durante la Segunda Guerra Mundial sirvió en la Marina de los Estados Unidos, donde continuó tocando el trombón. Poco después de su alta, se unió a la banda de Benny Carter, luego a las bandas de Jimmie Lunceford, Lucky Millinder y Lionel Hampton. En la década de 1950 fue miembro de las grandes bandas de Dizzy Gillespie y Count Basie. Dirigió bandas en la década de 1960 con Billy Mitchell y Jimmy Forrest. Más adelante en su vida grabó con Clark Terry y JJ Johnson. Realizó treinta grabaciones bajo su propio nombre y otras setenta con bandas.
Murió en Scottsdale, Arizona, a la edad de 74 años después de sufrir varias dolencias, incluida la diabetes.

## Discografía

### Como líder/colíder
- Dizzy Atmosphere (Specialty, 1957)
- The Last of the Big Plungers (Argo 1960)
- The Thinking Man's Trombone (Argo, 1961)
- The Al Grey - Billy Mitchell Sextet (Argo, 1962)
- Snap Your Fingers (Argo, 1962)
- Having a Ball (Argo, 1963)
- Boss Bone (Argo, 1964)
- Night Song (Argo, 1963)
- Shades of Grey (Tangerine, 1965)
- Grey's Mood (Black and Blue, 1979)
- Get It Together (Pizza Express, 1979)
- O.D. (Out 'Dere) with Jimmy Forrest (Greyforrest, 1980)
- Struttin' and Shoutin' (Columbia, 1983)
- Things Are Getting Better All the Time with J. J. Johnson (Pablo, 1984)
- Just Jazz con Buddy Tate (Uptown, 1984)
- Al Grey & Jesper Thilo Quintet (Storyville, 1986)
- Al Grey Featuring Arnett Cobb and Jimmy Forrest (Black and Blue, 1987)
- The New Al Grey Quintet (Chiaroscuro, 1988)
- Al Grey Fab (Capri, 1990)
- Live at the Floating Jazz Festival (Chiaroscuro, 1991)
- Christmas Stockin' Stuffer (Capri, 1992)
- Truly Wonderful con Jimmy Forrest (Stash, 1992)
- Centerpiece: Live at the Blue Note (Telarc, 1995)
- Me 'n' Jack (Pullen Music, 1996)
- Matzoh and Grits (Arbors Records, 1998)

### Como acompañante
Con Count Basie
- The Atomic Mr. Basie (Roulette, 1957)
- Basie Plays Hefti (Roulette, 1958)
- Basie (Roulette, 1958)
- Breakfast Dance and Barbecue (Roulette, 1959)
- Basie One More Time (Roulette, 1959)
- Chairman of the Board (Roulette, 1959)
- Strike Up the Band (Roulette, 1959)
- Dance Along with Basie (Roulette, 1959)
- Kansas City Suite (Roulette, 1961)
- Count Basie/Sarah Vaughan (Roulette, 1961)
- Easin' It (Roulette, 1963)
- Basie Picks the Winners (Verve, 1965)
- Pop Goes the Basie (Reprise, 1965)
- Big Band Scene '65 (Roulette, 1965)
- Basie Swingin' Voices Singin' (ABC-Paramount, 1966)
- Basie Meets Bond (United Artists, 1966)
- Arthur Prysock/Count Basie (Verve, 1966)
- Broadway Basie's...Way (Command, 1966)
- Have a Nice Day (Daybreak, 1971)
- Bing 'n' Basie (20th Century Fox, 1972)
- Count Basie Plays Quincy Jones & Neal Hefti (Roulette, 1975)
- Basie Big Band (Pablo, 1975)
- I Told You So (Pablo, 1976)
- Montreux '77 (Pablo, 1977)
- Prime Time (Pablo, 1977)
- Basie Jam #2 (Pablo, 1977)
- Basie/Eckstine Incorporated (Roulette, 1979)
- Basie Jam #3 (Pablo, 1979)
- Count On the Coast (Phontastic, 1983)
- Count On the Coast Vol. II (Phontastic, 1984)
- Autumn in Paris (Magic, 1984)
- Count On the Coast '58 (Polydor, 1985)
- Live in Stockholm (Magic, 1985)
- Loose Walk (Pablo, 1988)
- Basie in Europe (LRC, 1985)

Con Clarence "Gatemouth" Brown
- San Antonio Ballbuster (Red Lightnin', 1974)
- Atomic Energy (Blues Boy, 1983)
- More Stuff (Black and Blue, 1985)
- Pressure Cooker (Alligator, 1985)

Con Ray Charles
- The Genius of Ray Charles (Atlantic, 1959)
- Genius + Soul = Jazz (Impulse!, 1961)
- At the Club (Philips, 1966)

Con Dizzy Gillespie
- Dizzy Gillespie at Newport (Verve, 1957)
- Dizzy in Greece (Verve, 1957)
- Birks' Works (Verve, 1958)

Con Lionel Hampton
- Newport Uproar! (RCA Victor, 1968)
- Hamp's Big Band Live! (Glad-Hamp, 1979)
- Live at the Blue Note (Telarc, 1991)

Con Jon Hendricks
- Fast Livin' Blues (Columbia, 1962)
- Freddie Freeloader (Denon, 1990)
- Boppin' at the Blue Note (Telarc, 1995)

Con Quincy Jones
- Golden Boy (Mercury, 1964)
- Gula Matari (A&M, 1970)
- I Heard That!! (A&M, 1976)
- Quincy Jones Talkin' Verve (Verve, 2001)

Con Óscar Pettiford
- The Oscar Pettiford Orchestra in Hi-Fi Volume Two (ABC-Paramount, 1958)
- In Memoriam Oscar Pettiford (Philips, 1963)
- Deep Passion (GRP Impulse!, 1994)

Con Clark Terry
- Squeeze Me! (Chiaroscuro, 1989)
- What a Wonderful World (Red Baron, 1993)
- Shades of Blues (Challenge, 1994)

Con otros
- Lorez Alexandria, Early in the Morning (Argo, 1960)
- Ernestine Anderson, Moanin'  (Mercury, 1960)
- Louis Armstrong, Louis Armstrong and His Friends (Flying Dutchman, 1970)
- Tony Bennett, Sings Ellington Hot & Cool, (Columbia, 1999)
- Ray Brown, Don't Forget the Blues (Concord Jazz, 1986)
- Ray Bryant, Madison Time (Columbia, 1960)
- Dave Burns, Warming Up! (Vanguard, 1964)
- Joe Bushkin, Play It Again Joe (United Artists, 1977)
- Arnett Cobb, Keep On Pushin' (Bee Hive, 1984)
- Nat King Cole, Welcome to the Club (Capitol, 1959)
- Chris Connor, Sings Ballads of the Sad Cafe (Atlantic, 1959)
- Eddie "Lockjaw" Davis, Jazz at the Philharmonic 1983 (Pablo, 1983)
- Sammy Davis Jr., I Gotta Right to Swing (Brunswick, 1960)
- Buddy DeFranco, Born to Swing! Star (Satelite, 1988)
- Billy Eckstine, Mr. B (Audio Lab, 1960)
- Duke Ellington, Digital Duke (GRP, 1987)
- Ella Fitzgerald, Sweet and Hot (Decca, 1955)
- Ella Fitzgerald, Newport Jazz Festival Live at Carnegie Hall July 5, 1973 (CBS, 1973)
- Dexter Gordon, Settin' the Pace (Proper, 2001)
- Dave Grusin, The Fabulous Baker Boys (GRP, 1989)
- John Hicks, Friends Old and New (Novus, 1992)
- Johnny Hodges, 3 Shades of Blue (Flying Dutchman, 1970)
- Bobby Hutcherson, The Al Grey & Dave Burns Sessions (Lone Hill Jazz, 2004)
- J. J. Johnson, Things Are Getting Better All the Time (Pablo, 1984)
- Leiber-Stoller Big Band, Yakety Yak (Atlantic, 1960)
- Melba Liston, Melba Liston and Her 'Bones (MetroJazz, 1959)
- Jimmy McGriff, Blue to the 'Bone (Milestone, 1988)
- Jay McShann, Some Blues (Chiaroscuro, 1993)
- Lee Morgan/Thad Jones, Minor Strain (Roulette/Capitol, 1990)
- Barbara Morrison, I Know How to Do It (Chartmaker, 1996)
- Joe Newman, Counting Five in Sweden (Metronome, 1958)
- Johnny Pate, Outrageous (MGM, 1970)
- Pony Poindexter, Gumbo! (Prestige, 1963)
- Paul Quinichette, Like Basie! (United Artists, 1959)
- Dianne Reeves, The Grand Encounter (Blue Note, 1996)
- Annie Ross, Music Is Forever (DRG, 1996)
- Buddy Tate, Al Grey, Just Jazz (Reservoir, 1989)
- Leon Thomas, Facets (Flying Dutchman, 1973)
- Mel Torme, Night at the Concord Pavilion (Concord, 1990)
- Robert Trowers, Point of View (Concord, 1995)
- Sarah Vaughan, No Count Sarah (Mercury, 1959)
- Eddie Cleanhead Vinson, Kidney Stew (Black and Blue, 1996)
- George Wein, Swing That Music (Columbia, 1993)
- Frank Wess, Harry Edison, Dear Mr. Basie (Concord Jazz, 1990)
- Randy Weston', Tanjah (Polydor, 1973)
- Ernie Wilkins, Here Comes the Swingin' Mr. Wilkins! (Everest, 1960)
- Joe Williams, Everyday I Have the Blues (Roulette, 1959)
- Joe Williams, Sing Along with Basie (Roulette, 1980)